# ELDYK
ELDYK son las siglas de ELLINIKI DYNAMH KYPROU (en español: Fuerza Helénica en Chipre), un regimiento griego estacionado en la isla de Chipre, como consecuencia de los acuerdos de Zúrich y Londres que dieron origen a la República de Chipre. Dicho acuerdo estableció que un contingente de Turquía (TOURDYK o KTKA) y otro de Grecia permanecerían en la isla como garantía de la paz e independencia.

## El ELDYK durante laOperación Atila
Al inicio de las operaciones, estaba estacionado al noreste del aeropuerto de Nicosia (coordenadas  35°10'32.72"N -  33°18'32.06"E), a quinientos metros del campo del TOURDYK o KTKA.
Sus relaciones con aquellos oficiales griegos que comandaban la Guardia Nacional eran cercanas pero el contingente evitaba involucrarse abiertamente en el conflicto intercomunal.
Durante los sucesos de julio y agosto de 1974 (ver Operación Atila) combatió contra las fuerzas turcas. La noche del 20 al 21 de julio de 1974, fue enviado a Kioneli sin poder alcanzar su objetivo debido a la carencia de apoyos de fuego, debiéndose replegar con escasas bajas. 
Nuevamente entró en combate el 14 de agosto de 1974, cuando tanques turcos se aproximaron a su base y la atacaron en tres oleadas. Al día siguiente, otros dos ataques fueron lanzados cayendo el día 16.